# Leipferdingen
Leipferdingen ist ein Ortsteil der Stadt Geisingen  im Südwesten des Landkreises Tuttlingen in Baden-Württemberg.

## Geographie

### Geographische Lage
Leipferdingen liegt am Rande der Baar zum Hegau hin in einem Seitental der Aitrach.

### Ausdehnung des Gebiets
Die Gesamtfläche der Gemarkung Leipferdingen beträgt 1.339 Hektar (Stand: 31. Juli 2011).

## Geschichte
Leipferdingen wurde erstmals als villa, que vocatur Liutfridingas in einer Schenkungsurkunde des Klosters St. Gallen vom 3. Mai 778 erwähnt. Im Ort sind Güter des Klosters Reichenau und anderer Herrschaften bezeugt. Der Ort gehörte lange zur Deutschordenskommende Mainau. 1805 wurde Leipferdingen württembergisch aber kurz darauf badisch. Am 1. Januar 1974 wurde Leipferdingen zu einem Stadtteil von Geisingen, ein Jahr zuvor wechselte Leipferdingen vom durch die Kreisreform aufgelösten Landkreis Donaueschingen zum Landkreis Tuttlingen.

### Einwohnerentwicklung
Zählte der Ort am 6. Juni 1961 noch 710 Einwohner, sind es derzeit 811 (Stand: 30. April 2019).

## Politik

### Ortsvorsteher
Ortsvorsteher von Leipferdingen ist Jürgen Keller.

### Wappen
|  | Blasonierung: „In Silber auf grünem Schildfuß ein rotgekleideter Reiter auf einem schreitenden schwarzen Pferd mit silbernem Zaumzeug und goldenem Sattel; im linken Obereck das badische Wappen (in Gold ein roter Schrägbalken).“ |
|  | |

## Kultur und Sehenswürdigkeiten

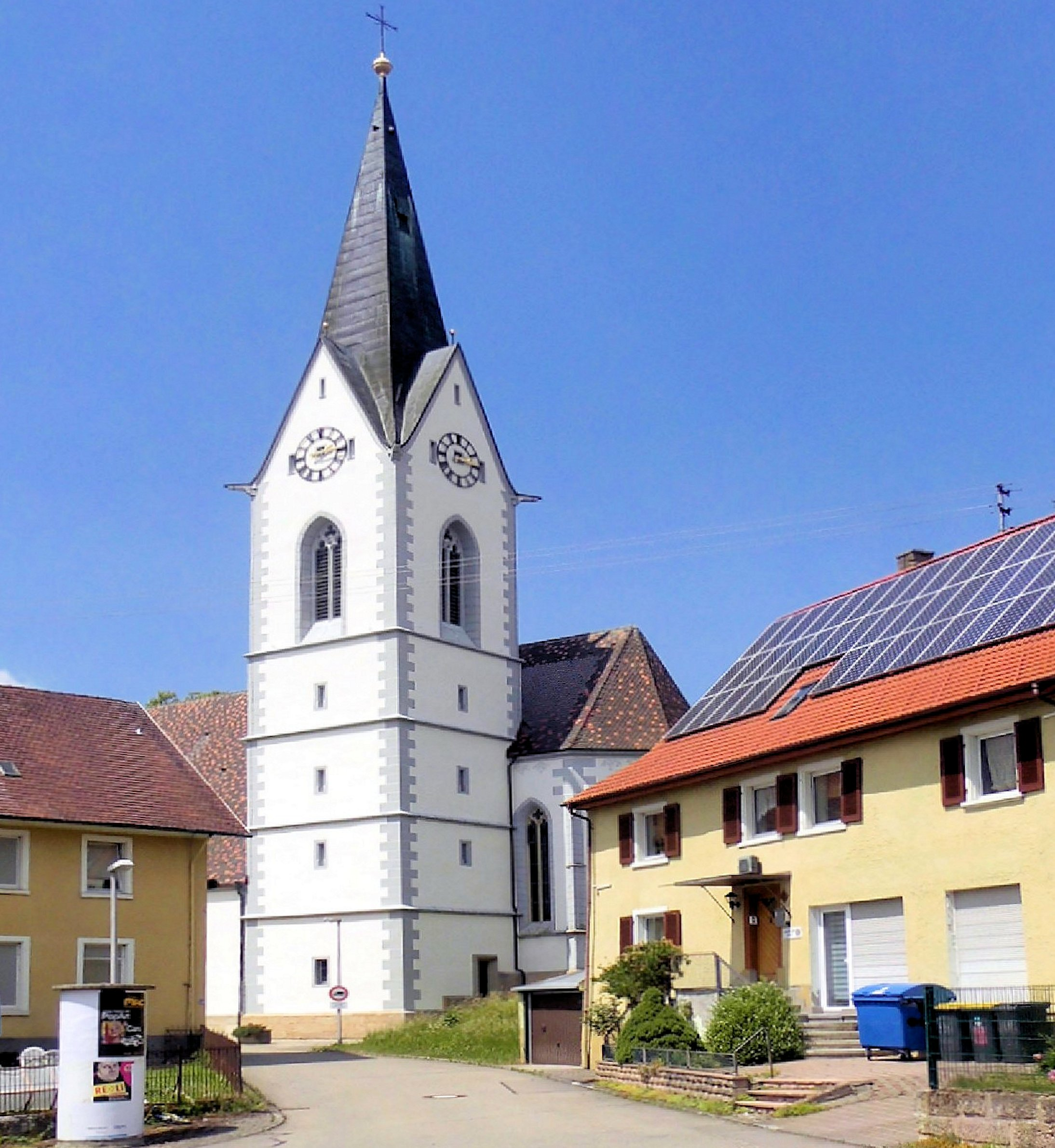
Wallfahrtskirche St. Michael

### Bauwerke
Die traditionsreiche Wallfahrtskirche St. Michael ist die Sehenswürdigkeit von Leipferdingen. Die älteste urkundliche Bezeugung der Wallfahrt zu „Unsere Lieben Frau in Leipferdingen“ stammt aus dem Jahre 1471.

### Wallfahrt
Seit dem Jahr 2007 findet auf Anregung des Freiburger Historikers Thomas H. T. Wieners wieder regelmäßig an jedem dritten Sonntag im Mai eine Fußwallfahrt von Pfohren nach Leipferdingen statt.

## Persönlichkeiten die vor Ort gewirkt haben
- 1856: Stephan Schuhmacher baute gemeinsam mit Eduard Hieber die Orgel für die Katholische Pfarrkirche St. Michael.